# Бигари, Витторио
Витторио Мария Бигари (итал. Vittorio Maria Bigari; 1692, Болонья — 17 июня 1776, Болонья) — итальянский живописец академического направления болонской школы.

## Биография
Витторио Бигари родился в Болонье в 1692 году. Биография его известна благодаря болонскому художнику и писателю-историографу Джампьетро Дзанотти.
Первые годы Витторио Бигари, сын живописца Джакомо Бигари, обучался искусству лепки и скульптуры у Антонио Дардани; затем стал помощником театрального декоратора К. А. Буффаньотти, у которого он совмещал деятельность «квадратуриста» (изображающего архитектуру) с рисованием фигур.
В 1720 году Бигари работал с А. Буттаццони над украшением (ныне не существующим) хора церкви Сан-Никола в Карпи (Эмилия-Романья); два года спустя он расписал в Римини потолок хора церкви Сант-Агостино. В 1722 году он начал работать для графов Альдрованди из Болоньи: во дворце (ныне Монтанари) на улице Виа Галлиера, в сотрудничестве с квадратуристом Стефано Орланди, он помог украсить потолок лестницы и комнату росписью на тему мифологической истории Авроры. После успеха этих произведений Бигари получил заказ на росписи (также в сотрудничестве с Орланди) галереи Палаццо Рануцци (ныне Палаццо ди Джустиция в Болонье). В 1727 году художник был принят в Академию Клементины в Болонье.
В том же 1727 году Бигари вместе с Орланди был приглашён в Фаэнцу для росписи плафонов трёх больших комнат и галереи дворца (ныне муниципальный дворец) фресками, посвященными аллегориям планет и сценам из римской истории. Последними важными работами Бигари были фрески капеллы сантуария Мадонны Святого Луки в Болонье (1760) и для сводов некоторых комнат дворца Рената ди Франча (Renata di Francia) в Ферраре. Витторио Бигари расписывал фресками базилику Сан-Доменико в Болонье и многое другое. В Национальной пинакотеке Болоньи хранятся две его картины: «Пир Валтасара» и «Соломон освящает идолов».
В 1759 году Бигари был избран вице-председателем, а позднее дважды (в 1767 и 1773 годах) председателем (principe) Академии Клементина. В 1770 году он был избран «почётным вольным общником» Российской императорской академии художеств в Санкт-Петербурге.
Бигари скончался в Болонье 17 июня 1776 года и 21 июня был похоронен в капелле Санти-Себастьяно-э-Рокко; мемориальная доска на его надгробии напоминает о многочисленных почестях, которые он имел: «кабинетный художник» архиепископа Кёльна, член Пармской академии искусств.
Учениками и последователями Бигари были Франческо Гади, Франческо Кьоцци и Эмилио Манфреди.

## Галерея

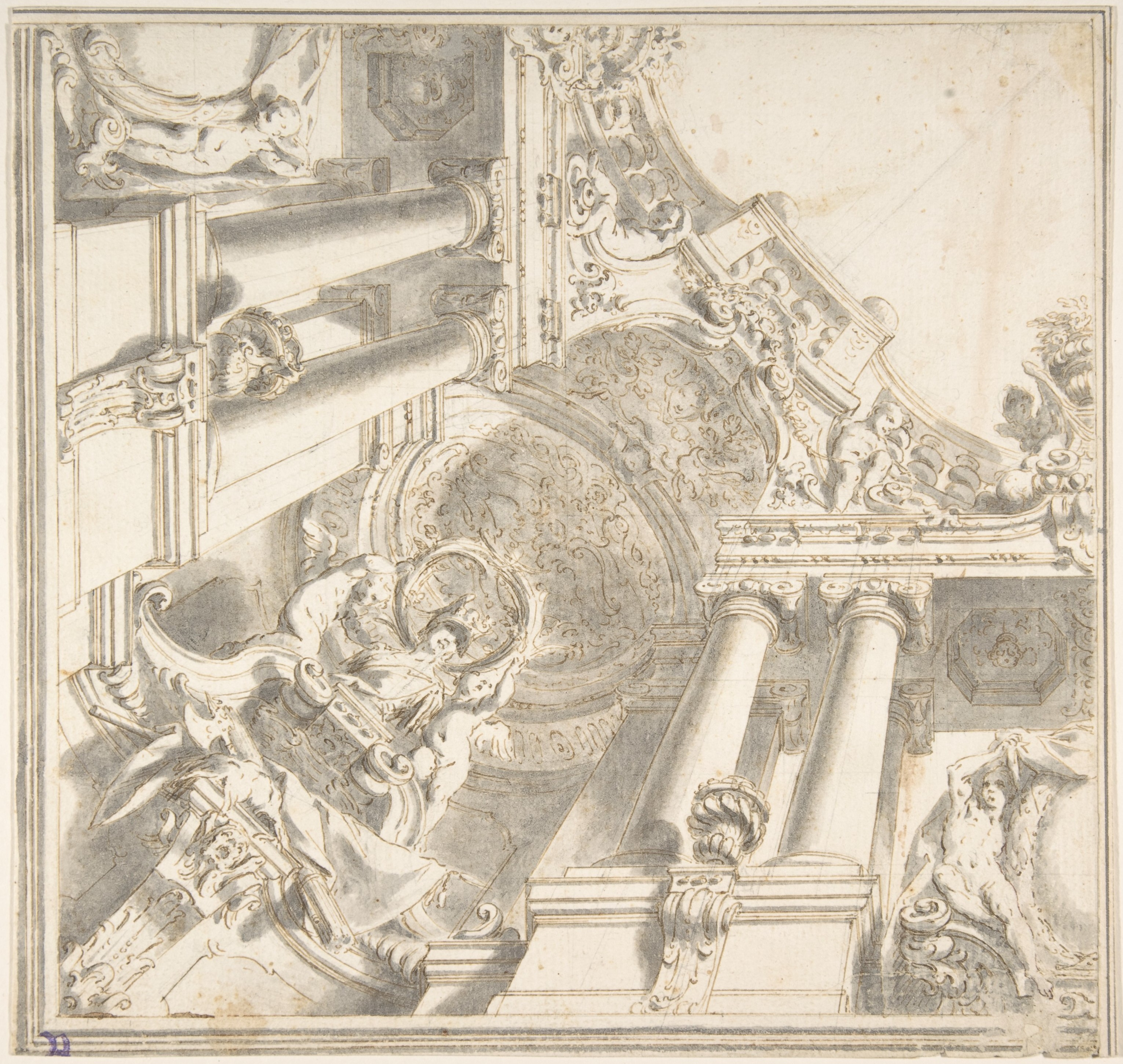
Проект росписи плафона квадратурой ионического ордера. Между 1710 и 1740. Бумага, сепия, чернила, перо, кисть. Метрополитен-музей, Нью-Йорк
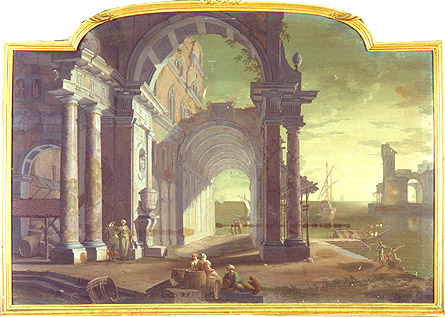
Пьетро Палтроньери и Витторио Мария Бигари. Пейзаж с руинами. Национальная пинакотека, Болонья
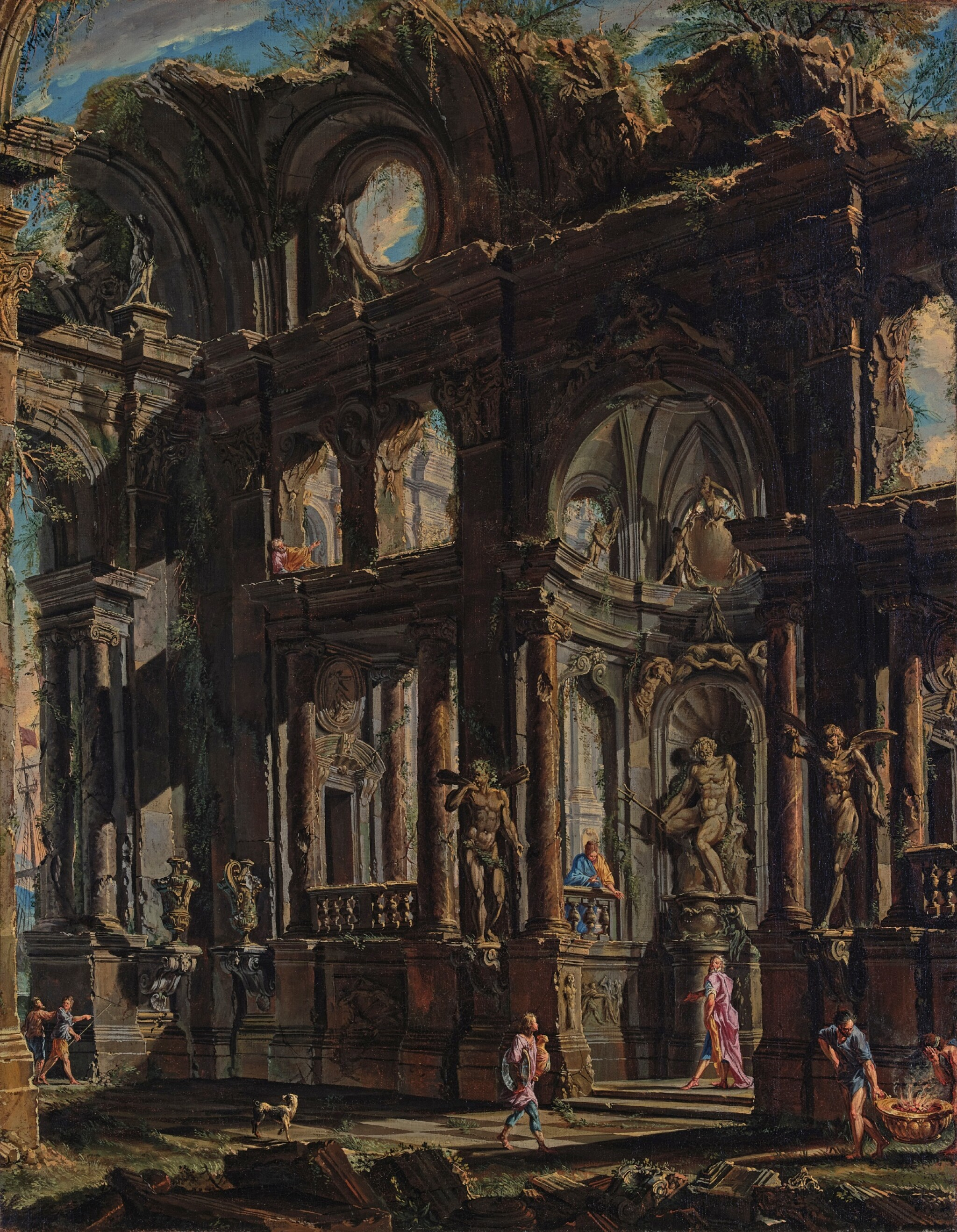
Aрхитектурное каприччо с фигурами. Холст, масло. Частное собрание
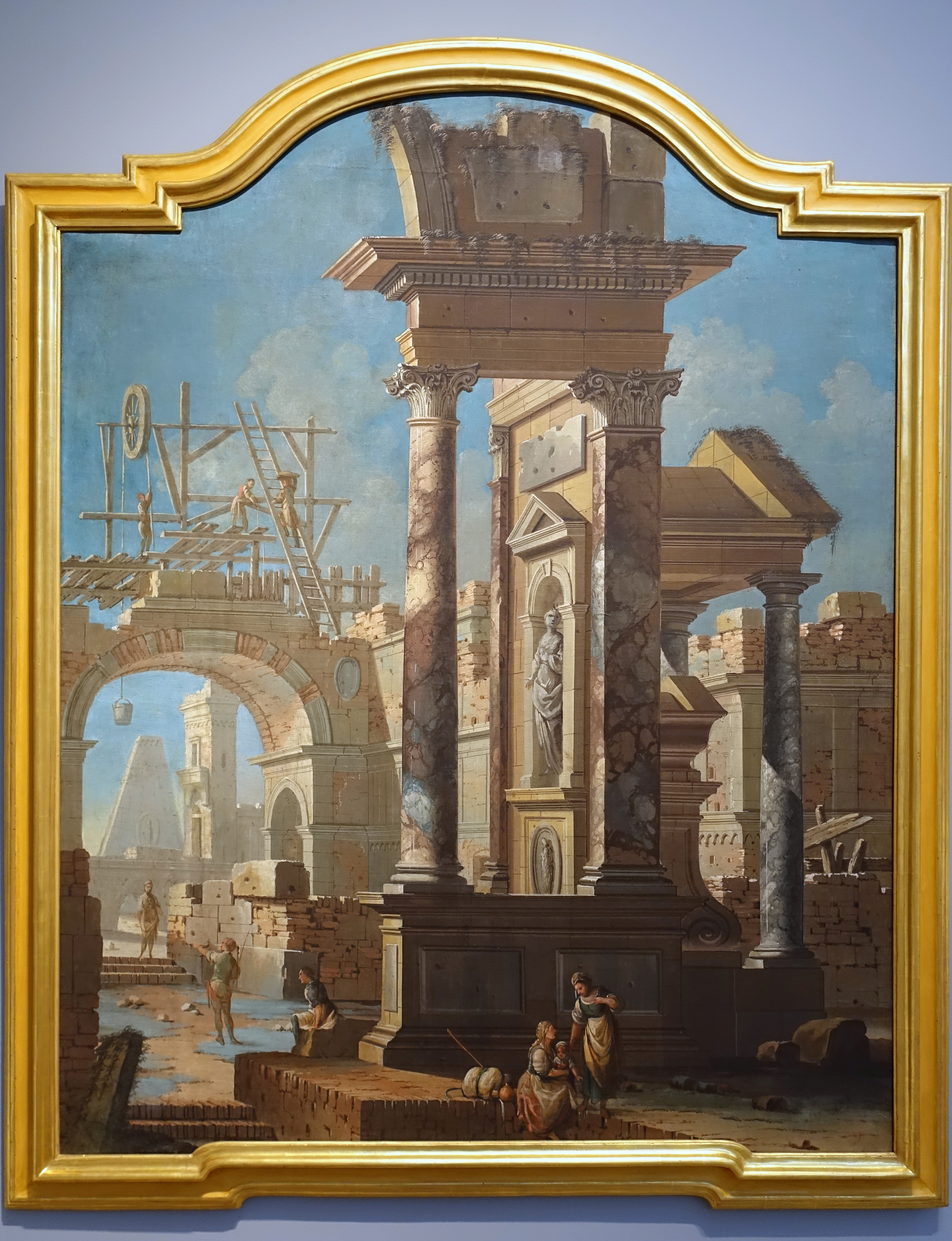
Пьетро Палтроньери и Витторио Мария Бигари (фигуры). Архитектурное каприччо с фигурами, ремонтирующими арку. Ок. 1725. Холст, темпера. Художественный музей. Портленд (Орегон), США
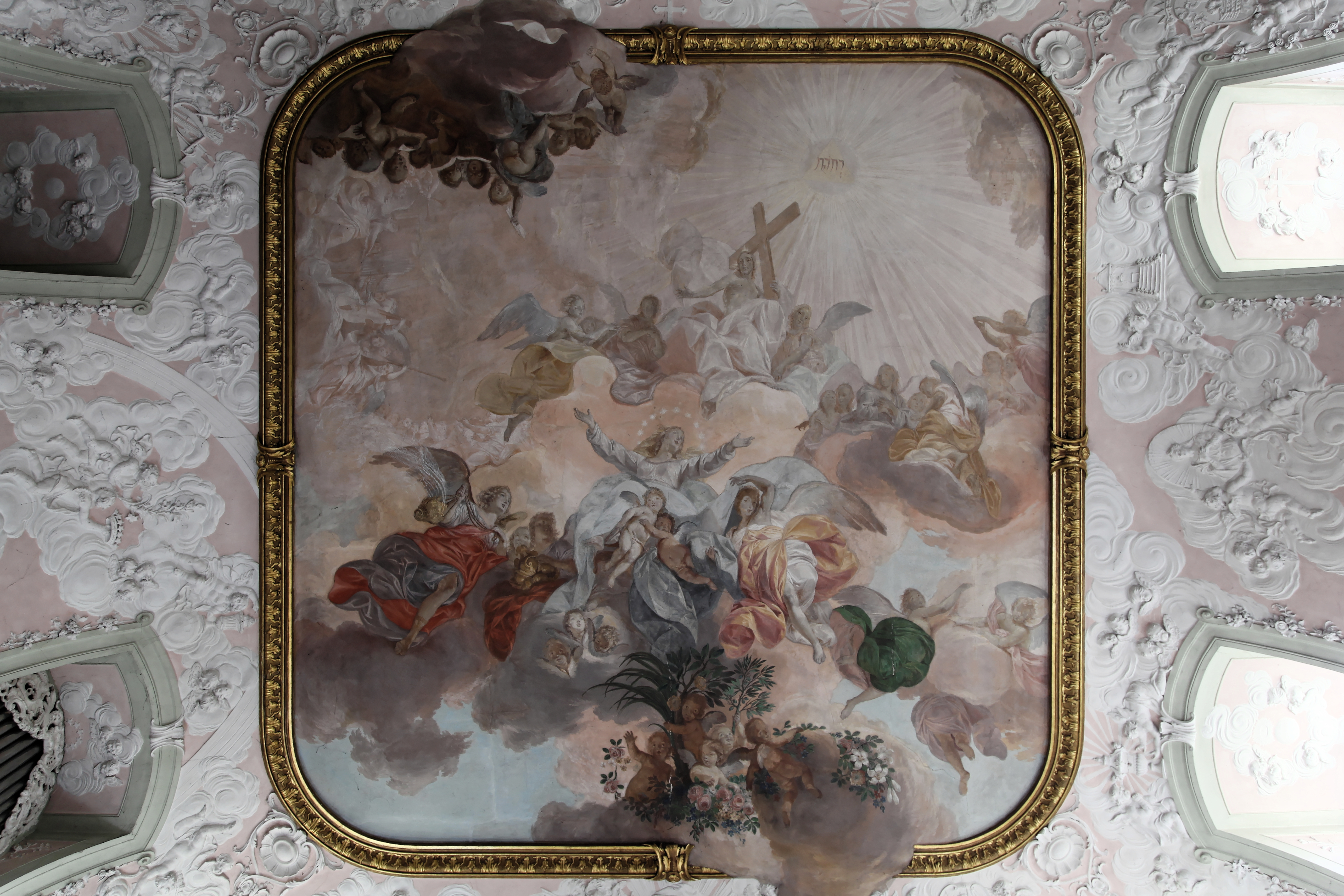
Роспись плафона Капеллы замка Клеменсверт, Нижняя Саксония